# Zungaropsis
Zungaropsis is een monotypisch geslacht van meervalachtigen. Dit geslacht wordt als nauw verwant gezien aan het geslacht Zungaro.

## Soort
- Zungaropsis multimaculatus - Steindachner, 1908